# Facebook C Sharp SDK
Facebook C# SDK – projekt open source umożliwiający pisanie aplikacji na platformie .NET, które będą wykorzystywały różne funkcjonalności portalu Facebook. Biblioteki zawarte w SDK umożliwiają pisanie aplikacji internetowych, desktopowych oraz na urządzenia mobilne.

## Cechy
Główne cechy pakietu:
- zgodność z API Facebooka,
- wsparcie dla najnowszych metod uwierzytelniania,
- kompatybilność z oficjalnym JavaScript SDK dla Facebooka,
- regularne aktualizacje pakietu.

## Biblioteki
Pakiet zawiera w sobie biblioteki na platformę .NET w następujących wersjach:
- 3.5
- 3.5 Client Profile
- 4.0
- 4.0 Client Profile
- Microsoft Silverlight 3 (Windows Phone 7)
- Microsoft Silverlight 4